# Vasquin Philieul
Vasquin Philieul (* 1522 in Carpentras; † 1586) war ein französischer Übersetzer.

## Leben und Werk
Vasquin Philieul (auch: Filiolus) war der Sohn des Notars Romain Philieul. Im Alter von 22 Jahren publizierte er 1548 (mit Widmung an Caterina de’ Medici) die erste französische Übersetzung des Canzoniere (Buch 1) von Petrarca, sieben Jahre später das gesamte Werk mit Kommentar. 1561 erschien seine Übersetzung des Dialogo delle imprese militari e amorose von Paolo Giovio. Daneben übersetzte er aus dem Lateinischen, unter anderem eine Abhandlung zum Schachspiel.